# Stenoptilia sanaa
Stenoptilia sanaa is een vlinder uit de familie vedermotten (Pterophoridae). De wetenschappelijke naam van deze soort is voor het eerst geldig gepubliceerd in 1999 door Arenberger.
De soort komt voor in tropisch Afrika.